# Simone Kaya
Simone Kaya, née le 11 février 1937 et morte le 7 juin 2007, est une femme de lettres ivoirienne de langue française. Elle est une des pionnières du roman féminin ivoirien.

## Biographie
La famille de Simone Kaya est originaire du Burkina Faso ; son père naît à Ouagadougou.
Elle est née à Bouaflé en Côte d'Ivoire, dans une famille nombreuse (trois sœurs et quatre frères). Son père l'envoie à l'école à Bocanda, car il souhaite que ses filles sachent lire et écrire. À 13 ans, elle part en France ; elle y suivra une formation d'infirmière. De retour en Afrique, elle s'installe à Brazzaville, puis à Yaoundé et enfin à Abidjan, où elle travaille comme infirmière et assistante sociale et dirige l'INFS (Institut national de la formation sociale).
Simone Kaya est la première infirmière d'État de la Côte d'Ivoire à seulement 21 ans, la première directrice de l'INFS ( Institut national de la formation sociale). Elle est aussi la première femme a entrer dans la littérature ivoirienne.
Elle meurt d'une méningite à Ouagadougou en 2007.

## Œuvre
Elle publie en 1976 et 1984 deux romans à caractère autobiographique, où elle raconte non seulement une tranche de sa propre vie, mais aussi l'histoire d'une génération d'Ivoiriennes : « Ce qui attire et retient l’intérêt dans la lecture des Danseuses…, c’est la vision qui nous est donnée du paysage africain, ses hommes, sa nature, son histoire; à travers le regard et la sensibilité d’une Africaine appartenant à une de ces générations en position charnière entre l’ère coloniale et l’ère des États indépendants. [...]. Simone Kaya se raconte donc et par la même occasion nous raconte ».
- Les Danseuses d'Impé-eya. Jeunes filles à Abidjan, INADES, Abidjan, 1976, 127 p. ; préface de Cheikh Hamidou Kane ; autobiographie : Simone Kaya raconte la fin de son enfance et le début de son adolescence.
- Le Prix d'une vie (roman), Abidjan, CEDA, 1984, 131 p.  (ISBN 2-86394-081-3).